# El túnel (película de 1915)
El túnel (en alemán: Der Tunnel) es una película dramática muda alemana de 1915 dirigida por William Wauer y protagonizada por Friedrich Kayssler, Fritzi Massary y Hermann Vallentin. Es la primera de varias adaptaciones cinematográficas de la novela de 1913 de Bernhard Kellermann El túnel sobre la construcción de un gigantesco túnel bajo el Océano Atlántico que conecta Europa y América. La película fue realizada por la productora PAGU de Paul Davidson, con decorados diseñados por el director de arte
Todavía sobrevive, a diferencia de muchas películas de la época, y fue restaurada en 2010.
A pesar de que era una película muda, algunos autores declaran que Adolf Hitler se vio afectado tanto por la película como por la novela, y descubrió que el poder de la oratoria podía influir en las masas y cambiar el curso de los acontecimientos humanos.

## Elenco
- Friedrich Kayssler
- Fritzi Massary
- Hermann Vallentin
- Felix Basch
- Hans Halden
- Rose Veldtkirch

## Links externos
- El túnel en Internet Movie Database (en inglés).
- «The Tunnel - Filmaffinity» (en inglés).